# کتورولاک
کتورولاک (انگلیسی: Ketorolac) دارویی از دسته داروهای ضدالتهاب غیراستروئیدی است که جهت تسکین دردهای متوسط تا شدید کاربرد دارد.
اشکال دارویی:قرص. آمپوول، قطره چشمی
موارد مصرف کتورولاک هم مانند سایر داروهای ضد التهاب غیر استروئیدی برای تسکین دردهای متوسط تا شدید و حتی دردهای پس از جراحی تجویز می‌شود.از قطره ی چشمی آن به عنوان ضد درد و التهاب بعد از جراحی چشمی استفاده میکنند.

## مکانیسم اثر
از مهارکننده‌های قوی آنزیم سیکلواکسیژناز است. آنزیم سیکلواکسیژناز باعث تبدیل اسید آراشیدونیک به پروستاگلاندینها می‌شود. حداقل دو ایزوفرم سیکلواکسیژناز وجود دارد: Cox-1 و Cox-2. این دارو با مهار سیکلواکسیژناز تولید پروستاگلاندین‌ها و ترومبوکسان را کاهش می‌دهد و به این روش اثر ضد درد و التهاب و همچنین ضد تب خود را نشان می‌دهد.

## فارماکو کینتیک

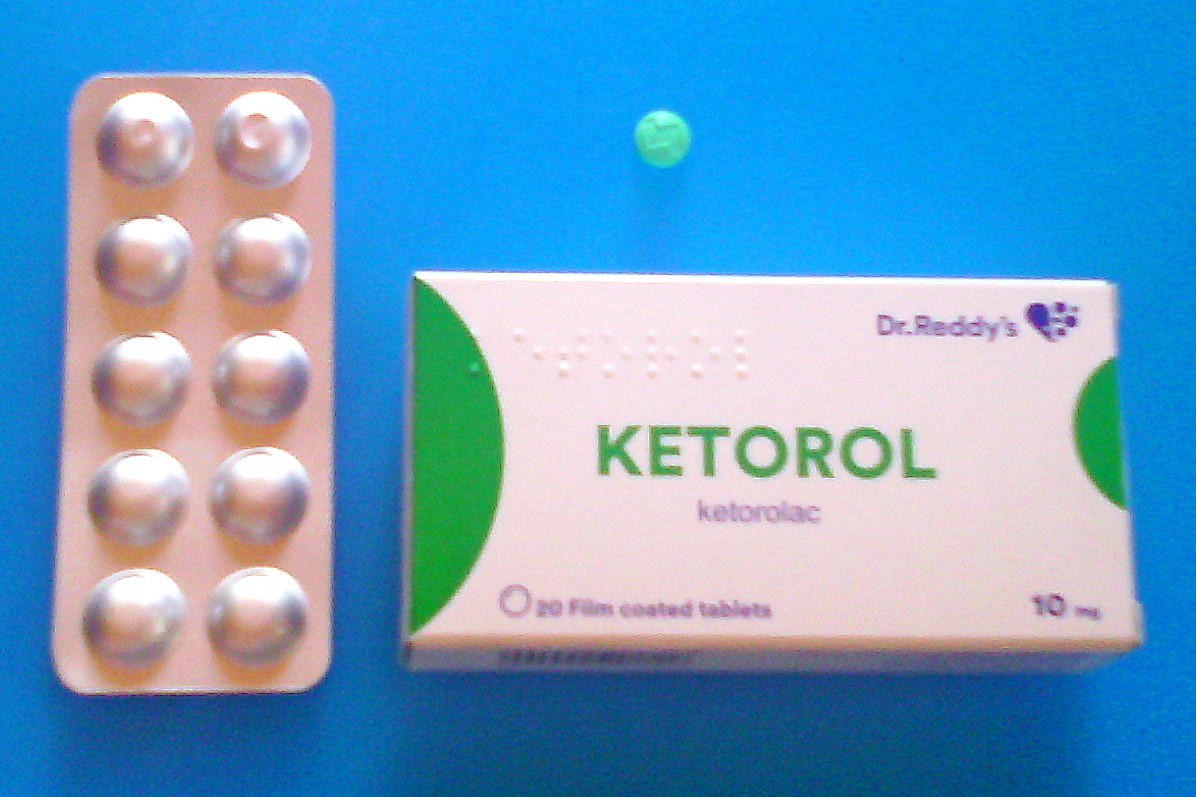
کتورولاک

پس از مصرف داخل عضلانی یا خوراکی جذب می‌شود. حداکثر غلظت پلاسمائی آن ۳۰ تا ۶۰ دقیقه بعد است که در مورد مصرف داخل عضلانی آن نسبت به مصرف خوراکی آهسته‌تر به آن سطح غلظت می‌رسد. بیش از ۹۹٪ آن با پروتئین پلاسما باند می‌شود. از سد خونی مغزی رد نمی‌شود ولی از جفت رد می‌شود و مقادیری از آن در شیر ترشح می‌شود. نیمه عمر نهائی آن در حدود ۴ تا ۶ ساعت و در بیماران مسن ۶ تا ۷ ساعت و در اختلال عملکرد کلیه ۹ تا ۱۰ ساعت است. حدود ۹۰٪ آن در ادرار و بقیه در مدفوع دفع می‌شود.

## عوارض جانبی
مانند سایر داروهای ضد التهاب غیر استروئیدی اختلالات و خونریزی‌های دستگاه گوارشی، و ایجاد زخم پپتیک، کرامپ شکمی، واکنش‌های آلرژیک مثل شوک آنافیلاکسی، دیگر عوارض جانبی گزارش شده خواب آلودگی، سرگیجه، سردرد و تغییرات مغزی و حسی، واکنشهای روانی، تعریق، خشکی دهان، تشنگی، تب، تشنج، درد عضلات، مننژیت غیرعفونی، فشار خون، تنگی نفس، ادم ریوی، برادیکاردی، درد قفسه صدری، تپش قلب، احتباس مایعات، افزایش اوره و کراتینین خون، نارسائی حاد کلیوی، ادم، کاهش سدیم خون، افزایش پتاسیم خون، تکرار یا احتباس ادرار، سندرم نفروتیک، درد پهلو همراه هماچوری یا بدون آن، پورپورا، ترومبوسیتوپنی، خون دماغ، مهار تجمع پلاکتی، افزایش زمان خونروی، خونریزی از زخم پس از عمل جراحی، هماتوم، قرمز شدن یا رنگ پریدگی و پانکراتیت. واکنشهای شدید پوستی شامل سندرم استیون جانسون و سندرم لیل Lyell گزارش شده‌است. تغیرات عملکرد کبدی می‌تواند اتفاق افتد. هپاتیت و نارسائی کبد گزارش شده‌است. درد در محل تزریق ممکن است وجود داشته باشد.

## تداخلات دارویی
نباید همرا با سایر داروهای ضد التهاب غیر استروئیدی، سالسیلاتها، ضد انعقادها، والپروات؛ داروهای ضد تشنج مصرف شود.

## نکات مهم
مصرف این دارو در بارداری اکیداً ممنوع است و جزء گروه X طبقه‌بندی می‌شود. ممکن است باعث مرگ یا نقص عضو جنین شود. در بیماران دارای سابقه حساسیت به آسپرین یا داروهای دیگر NSAID، سابقه آسم، پولیپ بینی، برنکواسپاسم یا آنژیوادم، سابقه خونریزی یا زخم گوارشی، در بیماران با نارسائی متوسط تا شدید کلیوی، در افراد دهیدره و افرادی که حجم خون آنها کاهش یافته، افرادی که عیب انعقادی یا بیماریهای خونریزی دهنده دارند و در خونریزیهای داخل مغزی، قبل یا در حین یا بعد از عمل جراحی به دلیل مهار پلاکتها نبایستی مصرف شود. مانند دیگر داروهای NSAID. در حین حاملگی و زایمان و شیردهی نباید مصرف شود. در افراد مسن و در بیمارانی که از ۵۰ کیلوگرم کمترند باید دوز آن کاهش یابد. در افرادی که اختلال خفیف کلیوی دارند بایستی میزان دارو کاهش یابد و تحت نظارت دقیق عملکرد کلیه‌ها مصرف شوند.
در نارسائی قلبی، اختلال کبدی و مواردی که حجم خون کاهش یافته‌است یا گردش خون کلیه کم است باید با احتیاط کامل مصرف شود. اگر علائم بیماری کبدی به‌وجود آمد بایستی دارو قطع شود. می‌تواند رانندگی و دیگر فعالیتهای دقیق را مختل کند.
نکته قابل توجه در مورد این دارو ممنوعیت مصرف آن بیشتر از ۱۰ روز است.
این دارو جز داروهای ردهX در بارداری می‌باشد و مادران باردار و و شیر ده نباید از این دارو مصرف کنند.